# Gemeinschafts- und Ganztagssekundarschule Johann Wolfgang von Goethe

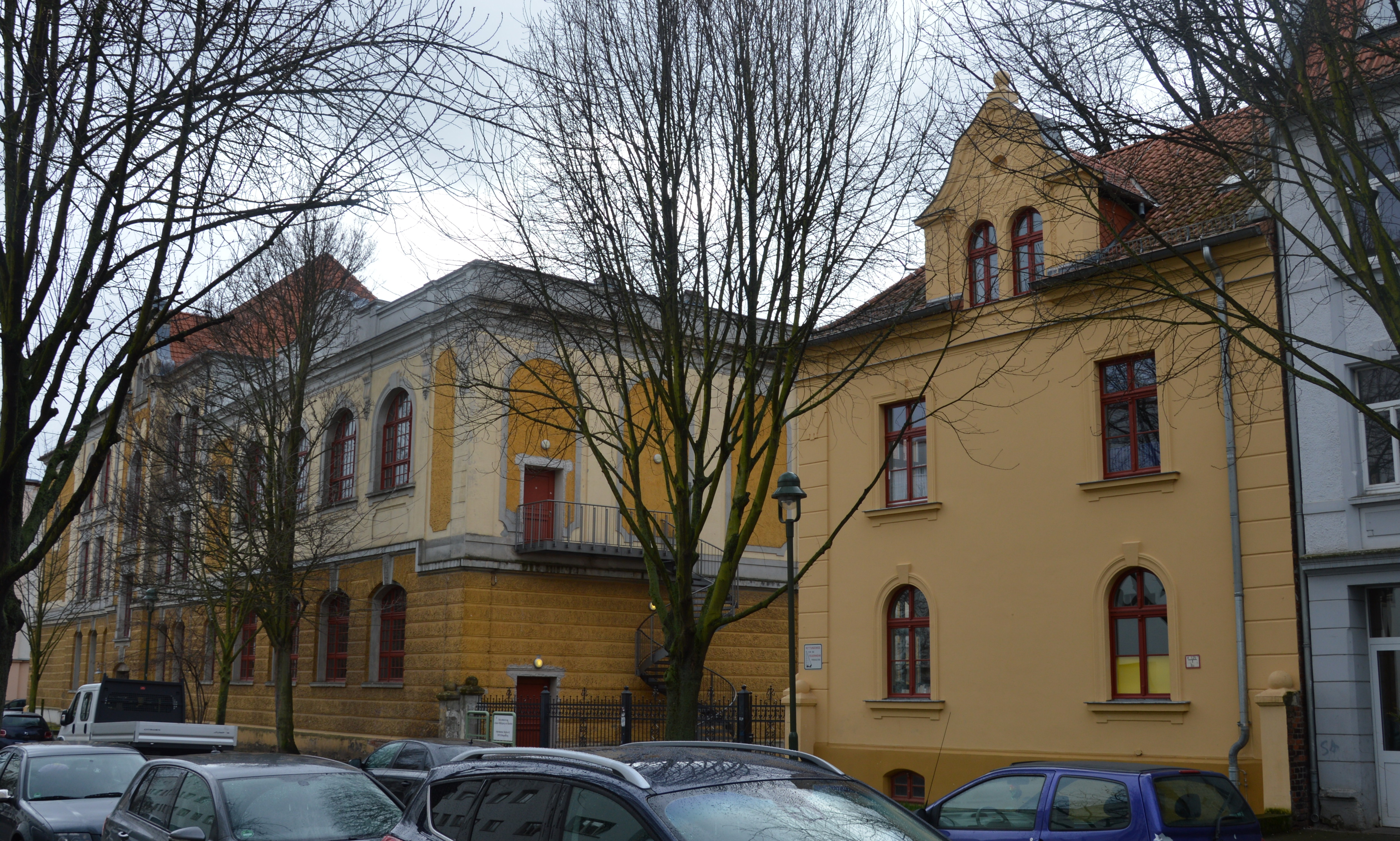
Blick von der Amsdorfstraße

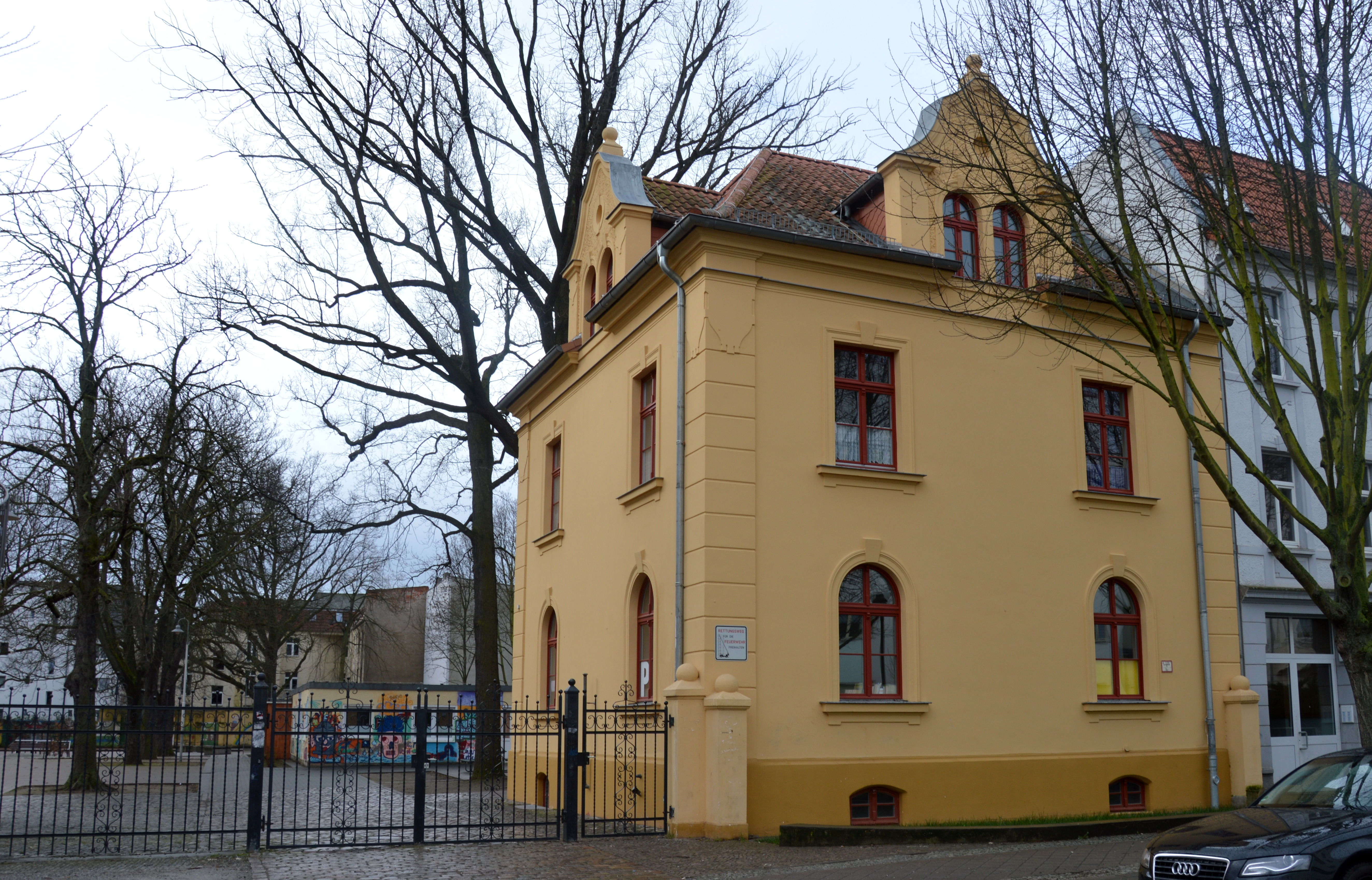
Schuldienerhaus

Die Gemeinschafts- und Ganztagsschule Johann Wolfgang von Goethe ist eine Gemeinschafts- und Ganztagssekundarschule in Magdeburg in Sachsen-Anhalt. Das eigentliche Schulgebäude steht unter Denkmalschutz und wird derzeit saniert. Benannt ist die Schule nach dem Dichter Johann Wolfgang von Goethe.

## Lage
Das Schulgebäude befindet sich an der Adresse Helmstedter Straße 42 im Stadtteil Sudenburg in einer Ecklage an der Kreuzung mit der Amsdorfstraße auf der Westseite der Helmstedter Straße.
Während der Sanierungsarbeiten bis voraussichtlich Ende 2022 ist die Gemeinschafts- und Ganztagssekundarschule Johann Wolfgang von Goethe in ein leerstehendes Schulgebäude in der Schilfbreite 5 im Stadtteil Leipziger Straße eingezogen.

## Architektur und Geschichte
Der Bau der Schule erfolgte in den Jahren von 1900 bis 1902 und 1908 nach Plänen des Stadtbauinspektors Wilhelm Berner. Der Bau war aufgrund der damals stark ansteigenden Einwohnerzahl Sudenburgs erforderlich, obwohl zuvor bereits Schulneubauten in der Braunschweiger Straße und in der Salzmannstraße erfolgt waren. Die als Knaben- und Mädchenbürgerschule errichtete Schule war eine Schule des mittleren Bildungswesens und wurde als dreigeschossiges, repräsentatives Gebäude im Stil eines barockisierenden Jugendstils gestaltet. Sie hebt sich damit von den zuvor im Stil der Neogotik errichteten Volksschulen des Stadtteils auch architektonisch ab.
In einem ersten größeren Bauabschnitt wurde zunächst der Bereich der Knabenschule samt Turnhalle, im zweiten kleiner Bauabschnitt dann die Mädchenschule errichtet. Der in Form eines Ls auf 60 Meter entlang der Helmstedter Straße und mit einem kürzeren Abschnitt entlang der Amsdorfstraße errichtete Bau, weist an seiner Ostseite zur Helmstedter Straße hin, eine schon schlossähnliche Gestaltung auf. Es besteht ein Mittel- und Seitenrisalite, die nur flach hervortreten. Die in der Mitte der Fassade angeordnete fünfachsige Eingangspartie ist durch zwei geschweifte Giebel und Portale hervorgehoben, wobei für die Mädchen- und die Knabenschule jeweils ein separater Eingang bestand. Auf der Nordseite besteht ein weiterer, architektonisch ähnlich gestalteter Eingang. Bedeckt ist der Bau von einem Walmdach. Hofseitig und damit abseits der Straße befindet sich der Schulhof. Anders als bei früheren Schulbauten wurden auf dem Schulhof keine Latrinen errichtet, sondern die Toiletten in den kurzen Seitenflügeln des eigentlichen Schulbaus integriert.
Die 42 Klassenräume werden durch mittig angeordnete, vier Meter breite Flure erschlossen. Das Gebäude ist durch großzügig bemessene Fenster geprägt, die eine bewusste Abkehr von der kasernenartigen Gestaltung der älteren preußischen Schularchitektur darstellen. Trotz dieser modernen Auffassung, wurde der Zuschnitt des inneren Grundrisses traditionell zweihüftig angelegt. Die breiten Flure sind so aufgrund ihrer großen Länge sehr dunkel. Neben den Klassenzimmern entstanden auch Rektoren- und Lehrerzimmer sowie Zimmer für Lehrmittel. In den Nordflügel entlang der Amsdorfstraße ist eine Turnhalle integriert. Westlich hiervon befindet sich das ehemalige Wohnhaus des Schuldieners. Das zweigeschossige Schuldienerhaus und die Grundstückseinfriedung entstanden bereits mit dem ersten Bauabschnitt der Schule.
Den Zweiten Weltkrieg überstand der Schulbau unbeschadet.
Zeitweise war im Gebäude auch die Grundschule Amsdorfstraße untergebracht, die dann 2015 jedoch als Grundschule Sudenburg in die Braunschweiger Straße zog.
Im örtlichen Denkmalverzeichnis ist die Schule unter der Erfassungsnummer 094 82052 als Baudenkmal verzeichnet.
Der Gebäudekomplex gilt als typischer Schulneubau der Entstehungszeit und einer der eindrucksvollsten in der Stadt Magdeburg.